# Салонии
Сало́нии (лат. Salonii) — плебейский род в Древнем Риме. Представители данного рода впервые упоминаются в античных источниках с середины IV века до н. э., но лишь немногим удалось достичь курульных магистратур. Некоторые из Салониев в конце существования Римской империи стали христианскими проповедниками и епископами. Происхождение родового имени (где словообразующим является корень salo-), возможно, указывает на профессию солеторговца основателя рода; по-видимому, общего происхождения с номеном Салоний было родовое прозвище первых Ливиев — «Салинатор» (лат. Salinator).
В числе наиболее известных представителей данного рода можно назвать следующих:
- Публий Салоний, первый из упоминающихся античными авторами Салониев. Военный трибун в 342 году до н. э., который почти ежегодно был попеременно то военным трибуном, то первым центурионом (лат. primus pilus[3][4]);
- Гай Салоний, член посольства триумвиров, направленного в 194 до н. э. сенатом в Бруттий для выведения колонии в Темпсу. В 173 году он был в составе другой коллегии, целью которой являлось распределение незанятых земель в Лигурии и Цизальпийской Галлии между новыми поселенцами[5][6];
- Квинт Салоний Сарра, первым в роду достиг претуры в 192 до н. э. и, согласно жеребьёвке, управлял Сардинией[7][8];
- Салоний, младший писец Катона Цензора, дочь которого тот, являясь вдовцом, взял в жёны[9];
- Салония, вторая супруга Катона Старшего, родившая ему Марка Порция Катона, прозванного Салонианом[9][10];
- Салония, римская матрона, сын которой, Матидий, предполагаемый зять Траяна, был включён в сенат Клавдием во время исполнения последним цензорских полномочий[11];
- Гай Салоний Матидий Патруин (ум. 78), вероятный легат-пропретор Верхней Германии (Germania Superior) времён правления императора Веспасиана, а также претор в неустановленном году. Состоял в коллегии арвальских братьев. Был женат на старшей сестре Траяна и приходился дедом императрице Вибии;
- Салония Палестрис, жена Марка Ульпия Гермии, вольноотпущенника Траяна, который был похоронен в Ампелуме (Дакия) в возрасте 55-и лет и на могиле которого Салония вместе с его либертином Диогеном установила памятник, датируемый I-й пол. II века[12];
- Марк Салоний Лонгин Марцелл (II—III вв.), римский сенатор, живший в имперское время и занимавший различные должности, включая плебейский трибунат, эрарную префектуру и прокураторство в Африке и Мёзии[13];
- Салоний, генуэзский епископ (Лигурия) в середине V века, отцом которого являлся Евгерий, епископ Лугдуна. В своё время был учеником Сальвиана Массилийского[1].